# Tor Hogne Aarøy
Es un futbolista profesional noruego que juega en el Aalesunds FK de la Tippeligaen (Primera División Noruega). Llegó  para el Rosenborg B.K. en 1999, pero sus constantes lesiones le impidieron mantenerse en el equipo por lo que lo dejó unos meses después, se enroló más tarde, 2001, con el Aalesunds FK donde juega hasta la actualidad.
Es un futbolista muy alto y su principal arma es el juego aéreo, le es muy fácil ganar muchos balones aéreos en el área rival.
- Datos: Q167167